# Doris Younane
Doris Younane (Parramatta, (Sydney nyugati része), Ausztrália, 1963. február 25.) ausztrál színésznő. Magyarországon a McLeod lányai című sorozatból ismerhetjük, ő játszotta Moria Doyle-t.

## Élete
Sydney nyugati részén született, és nőtt fel. Fiatalon sportolónak készült, versenyzett 100 méteres futásban, akadályfutásban, és távolugrásban. Egy sérülés miatt fel kellett hagynia a versenyzéssel.
Ekkor fordult a színészet felé. Először a színház táncszínházi részét tanulta, majd National Institute of Dramatic Art-on tanult.
Aztán a  Dél-ausztráliai Nemzeti Színházban A szentivánéji álomban Titánia szerepét játszotta, majd egy cirkuszhoz szerződött, először trapézon tanult, majd az akrobatikára váltott.
1993-ban szerepet kapott a Szívtipró kölyök című filmben, majd a sorozatban is, melyben az egyik tanárnőt, Yola Fatousht alakította.
A sorozat után színházban, utcaszínházban szerepelt, koreográfiakészítést tanult asszisztensként, és tv-sorozatokban szerepelt.
2005-től állandó szereplője a  a McLeod lányai című sorozatnak, melyben korábban is rendszeres epizódszereplő volt. Férje: Bill Papas.

## Filmek, sorozatok
| év         | film                                     | szerepe          |
| ---------- | ---------------------------------------- | ---------------- |
| 1989.      | Mortgage                                 | Tina Dodd        |
| 1991.      | Death In Brunswick                       | Carmel           |
| 1992.      | Resistance                               | Rosa             |
| 1992.      | Embassy                                  | Kaliani          |
| 1993.      | Phoenix                                  | Roz Horton       |
| 1993.      | Szívtipró gimi (film)/The Heartbreak Kid | Evdokia          |
| 1994.      | Szívtipró gimi (sorozat)/Heartbreak High | Yola Fatoush     |
| 1995.      | Us & Them                                | Bernie           |
| 1997.      | Murder Call                              | Michelle Balzan  |
| 1998.      | 13 Gantry Row                            | Penny            |
| 1998.      | Wildside                                 | Zelda O'Sullivan |
| 1999.      | Stingers                                 | Lizzie Harper    |
| 1999.      | SeaChange                                | Elena Connors    |
| 1999.      | Chuck Finn                               | Natasha          |
| 2000.      | Halifax f.p: A Person Of Interest        | Emma Ford        |
| 2001.      | Water Rats                               | Pam Elliott      |
| 2001-2002. | McLeod lányai                            | Moira Doyle      |
| 2003.      | BlackJack                                | Christine Ormond |
| 2004.      | BlackJack: Sweet Science                 | Christine Vallas |
| 2005.      | All Saints                               | Carlene Ponder   |
| 2005.      | BlackJack: In The Money                  | Christine Vallas |
| 2005.      | BlackJack: Ace Point Game                | Christine Vallas |
| 2005-2008. | McLeod lányai                            | Moira Doyle      |

## Díjai
- Green Room Award: A Beautiful Life című színdarabban nyújtott alakításáért.